# Houston Knights - Due duri da brivido
Houston Knights - Due duri da brivido (Houston Knights) è una serie televisiva statunitense in 30 episodi trasmessi per la prima volta nel corso di 2 stagioni dal 1987 al 1988.
È una serie d'azione a sfondo poliziesco incentrata sulle vicende di due sergenti di polizia di Houston molto diversi provenienti da due culture differenti.

## Trama
Il poliziotto di Chicago Joey La Fiamma viene trasferito a Houston dopo aver ucciso un mafioso ed essere stato minacciato di morte dalla sua potente famiglia. Una volta giunto, gli viene assegnato come partner il calmo Levon Lundy, nipote di un Texas Ranger. Anche se diversi come la notte e giorno, e dopo un inizio difficile (i due si impegnano anche in una scazzottata) formano una squadra di successo e diventano amici. Il loro rapporto migliora e viene definitivamente rinsaldato quando un killer di Chicago arrivato a Houston per eliminare La Fiamma viene ucciso da Lundy.
Durante la serie, si scopre che sia La Fiamma che Lundy hanno i loro demoni personali: il partner e collega di La Fiamma di Chicago era stato ucciso durante un'azione di polizia mentre La Fiamma aspettava i rinforzi; la moglie di Lundy era stata uccisa da un'esplosione che avrebbe dovuto uccidere invece lui.
Una delle caratteristiche principali della serie è la macchina guidata da La Fiamma, una  AC Cobra 289 "replicar" blu ghiaccio. L'auto è un altro degli espedienti di La Fiamma per dimostrare che lui non si "adatta" alla vita in Texas, come la maggior parte degli altri personaggi della serie che guidano invece pick-up (compreso Lundy). Anche il guardaroba differenzia La Fiamma dagli altri colleghi dato che consiste di abiti eleganti di fattura italiana, altro elemento di contrasto di Lundy, sempre vestito con gli stereotipati abiti texani da "cowboy".

## Personaggi e interpreti

### Personaggi principali
- Sergente Joey La Fiamma (30 episodi, 1987-1988), interpretato da Michael Paré.
- Sergente Levon Lundy (30 episodi, 1987-1988), interpretato da Michael Beck.

### Personaggi secondari
- Jamie Kincaid (4 episodi, 1987-1988), interpretato da D. Franki Horner.
È una donna frequentata da Lundy; è vedova (il marito agente era morto in un'azione di polizia) e ha un figlio dodicenne.
- Eric Kincaid (4 episodi, 1987-1988), interpretato da Dana Young.
- Zio Mikey (3 episodi, 1987), interpretato da Richard Bright.
- Tom Fraser (2 episodi, 1987-1988), interpretato da Mark Harrison.
- Moglie di John (2 episodi, 1987-1988), interpretata da Alice Hirson.
- Narc (2 episodi, 1987-1988), interpretato da Todd McCammon.
- Tenente Jeanne Beaumont (2 episodi, 1987), interpretata da Robyn Douglass.
- Mallory (2 episodi, 1987), interpretato da Richard Partlow.
- Sergente Nat Holliday (1 episodio, 1987-1988), interpretato da Brian Stokes Mitchell.
- Agente Carol, denominata Legs per le sue gambe mozzafiato, interpretata da Nancy Everhard.
- Agente Annie, interpretata da Madlyn Rhue.
È su una sedia a rotelle, restò ferita durante una sparatoria.
- Clarence, interpretato da John Hancock.
È il proprietario del bar dove si "rifugiano" Joey e Levon ai quali fornisce anche preziose informazioni.

## Produzione
La serie, ideata da Michael Butler, fu prodotta da Columbia Pictures Television e girata a Houston.

### Registi
Tra i registi sono accreditati:
- Richard Colla in un episodio (1987)
- David Jackson in un episodio (1987)
- Richard Lang in un episodio (1987)
- Gary Nelson in un episodio (1987)
- Michael O'Herlihy in un episodio (1987)
- Michael Vejar in un episodio (1987)

### Sceneggiatori
Tra gli sceneggiatori sono accreditati:
- Michael Butler in 30 episodi (1987-1988)
- Paul Diamond in 4 episodi (1987-1988)
- Stan Berkowitz
- Shel Willens

## Distribuzione
La serie fu trasmessa negli Stati Uniti dall'11 marzo 1987 al 24 maggio 1988 sulla rete televisiva CBS. In Italia è stata trasmessa con il titolo Houston Knights - Due duri da brivido.
Alcune delle uscite internazionali sono state:
- in Francia il 6 luglio 1988 (Texas police)
- in Germania Ovest (Die glorreichen Zwei)
- in Spagna (Los caballeros de Houston)
- in Italia (Houston Knights - Due duri da brivido)

## Episodi
Il primo episodio, Mirrors, è in realtà composto da due parti trasmesse insieme l'11 marzo 1987 come episodio pilota della durata di poco meno di due ore.
| Stagione         | Episodi | Prima TV USA | Prima TV Italia |
| ---------------- | ------- | ------------ | --------------- |
| Prima stagione   | 8       | 1987         |                 |
| Seconda stagione | 22      | 1987-1988    |                 |